# イニゴ・ディアス・デ・セリオ
イニーゴ・ディアス・デ・セリオ・コネヘーロ（Inigo Diaz de Cerio Conejero、1984年5月15日 - ）は、スペイン・バスク州ギプスコア県サン・セバスティアン出身の元サッカー選手。現役時代のポジションはFW。

## 経歴
レアル・ソシエダの下部組織出身で、2005-06シーズンにはBチームで26得点を挙げ、トップチームにデビュー。このシーズンは3試合に出場した。2006-07シーズンは開幕からレギュラーを務めるなどして、3得点を挙げた。2007年にクラブが2部に降格した後も残留し、2007-08シーズンには16得点を挙げるなど、生え抜きのエースストライカーとして期待された。2008-09シーズン、開幕から全試合にフル出場していたが、11月8日のエイバル戦において相手キーパーと接触し、シーズン絶望のけがを負った。このシーズンは結局11試合出場4得点に終わった。2009年6月、同じバスク州のクラブであるアスレティック・ビルバオへ移籍した。